# Cíngol (odontologia)

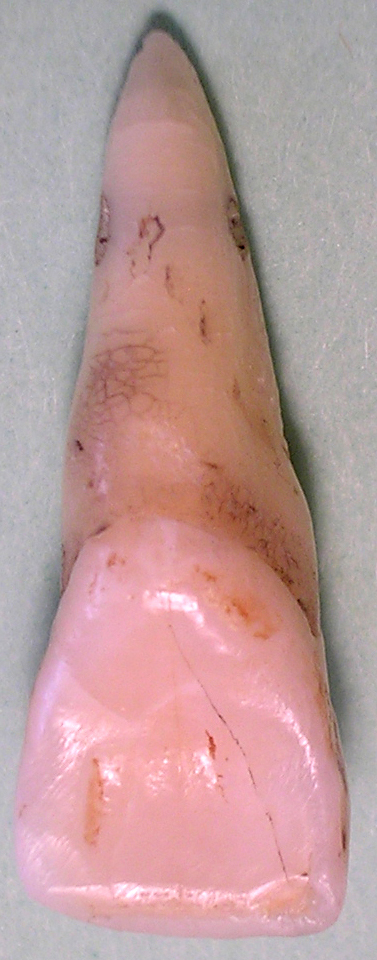
Vista interior d'una dent incisiva superior. El cíngol apareix destacat prop de la base.

En odontologia, cíngol (del llatí: cingulum: 'cinturó') es refereix a una característica anatòmica de les dents anteriors (incisives i canines). Es refereix a la part de les dents, que es produeixen en els aspectes linguals o palatals, que forma una protuberància convexa en el terç cervical de la corona anatòmica. Representa el desenvolupament lingual o palatal d'aquestes dents. El seu homòleg en les dents molars inferiors és el cíngol.